# Grenzallee (metropolitana di Berlino)
Grenzallee è una stazione della metropolitana di Berlino situata sulla linea U7. È posta sotto tutela monumentale (Denkmalschutz).

## Storia
Fu costruita da Alfred Grenander nel 1930 ed è stata la stazione terminale della linea nord-sud fino al 1963.